# مؤسسة المعرفة
مؤسسة المعرفة، والتي سميت أيضًا باسم شركة معرفة أو شركة كثيفة المعرفة، أو مؤسسة. وفقا لداريوس جيميلنياك، أصل ونطاق هذا المصطلح غير واضح. تعتمد كيفية فهم ذلك على مقدار اعتماد الشركة على المعرفة، والتي في مثل هذا التكوين، يجب أن تكون رصيدًا أساسيًا للمنظمة. لا يوجد اتفاق حول كيفية تسمية الشركات كثيفة المعرفة (إلى أي مدى) على هذا النحو. ومع ذلك ، هناك بعض التلميحات لتمييز شركات المعرفة، حيث يوجد في الاقتصادات مجموعتان من الشركات، إحداهما تحتاج إلى عمالة كثيفة، وأخرى كثيفة المعرفة.

## ظهور مؤسسات المعرفة
وفقًا لجيميلنياك، نشأت مؤسسات المعرفة بسبب التغيرات في الاقتصاد العالمي، والتي كانت طوال عقود تعطي أولوية أكبر للخدمات. ويطلق على ظهور شركات المعرفة أيضًا عرض من أعراض الثورة الصناعية الثالثة حيث الحدود بين مالكي موارد الإنتاج والعمال. على سبيل المثال من آي بي إم، يمكن ملاحظة أن هذا التغيير قد أثر على هيكل دخل الشركات. في عام 1924، تم تحقيق أرباح آي بي إم من خلال تأجير معدات التصنيع بنسبة 96 ٪، في حين كانت البطاقات المثقوبة مسؤولة عن 4 ٪ من الأرباح. في سبعينيات القرن العشرين، كان 80٪ من الأرباح من أقسام المعدات، و 15٪ من قسم البرمجيات و 5٪ من الخدمات. في عام 1990 ساهمت الخدمات بنسبة 30 ٪ من أرباح آي بي إم، وفي وقت لاحق من عام 2007 كانت بالفعل 45 ٪ أن الشركة قد جنت من خدمات التقديم، و 20 ٪ من البرمجيات. هذا المثال يعكس فقط التغيير الشامل، الذي يتجلى من نسبة عكسية بين الملموسة و الأصول غير الملموسة من الشركات. لقد فرض هذا التطور تحولًا في الوصول إلى هذه الموارد من العاملين اليدويين إلى غير العاملين في مجال المعرفة. كما يتم تسليم سلطة اتخاذ القرار من أعلى إلى أسفل، من المالكين، وكبار المديرين إلى منتصف المديرين والمتخصصين. هذه التطورات ترافق ظهور وأهمية متزايدة من مؤسسات المعرفة.

## تصنيف مؤسسات المعرفة
شركات المعرفة، وفقا لويندال، يمكن تقسيمها إلى:
- الشركات القائمة على العميل، والتي من حيث التركيز الاستراتيجي موجهة نحو العميل، والموارد التي يتم التحكم فيها بشكل فردي، والمثال على ذلك الصناعات التي يمكن ذكرها هي مكاتب المحاماة ومكاتب المحاسبة،
- الشركات الموجهة نحو حل المشكلات، والتي تركز تركيزها الاستراتيجي على حل المشكلات الإبداعي، والابتكار، ومواردها المخصصة على أساس الفريق، على سبيل المثال الصناعات: شركات الإعلان، وشركات تطوير البرمجيات،
- الشركات القائمة على المخرجات، والتي يعتمد تركيزها الاستراتيجي على القدرة على التكيف وتطبيق الحلول القائمة بالفعل، يتم تخصيص الموارد من قبل المنظمة،

ومثال الشركات هي: شركات الاستشارات الإدارية. في مقاربة أخرى، يتم تقسيم شركات المعرفة إلى شركات خدمات محترفة وشركات بحث وتطوير.

## أدوات مؤسسات المعرفة
يتعين على مؤسسات المعرفة، نظرًا لما تتمتع به من تقنية عالية، أن تعتمد أساسًا على تقنيات تكنولوجيا المعلومات، بما في ذلك الأجهزة والبرامج لإجراء العمليات الإدارية، وتنظيم بيئات عمل لجميع الموظفين، من الإدارة إلى الإدارة العليا. هذا هو السبب في أن تطوير البرمجيات أمر حاسم لوجود وتطور هذه الشركات. يتم تطوير تطبيقات البرمجيات للعديد من المجالات داخل هذه المؤسسات، لأنه بدونها يصعب التحكم في العمل المخصص للابتكار وتنسيقه وحل المشكلات.

## مؤسسات المعرفة وهجرة الأدمغة
السبب الرئيسي لظاهرة «هجرة الأدمغة» وإشراك شركات المعرفة فيها، هو وجود فجوة كبيرة بين البنية التحتية التعليمية في البلدان الأصلية التي يمكن لمهنيي تكنولوجيا المعلومات الحصول عليها (ولكنها لا تقتصر على هذه المهنة) والأجور المنخفضة التي يمكنهم أن يقترح في بلد المنشأ. المشكلة هي أن البنية التحتية التعليمية في البلدان التي تمر بمرحلة انتقالية (أوروبا الوسطى والشرقية) لا يتعين عليها في الواقع اللحاق بنظرائها في الاقتصادات القائمة على المعرفة، مثل الولايات المتحدة. لكن رواتب العاملين في مجال المعرفة في كلتا المجموعتين من البلدان تختلف كثيرا. قد تقترح الشركات كثيفة المعرفة من الاقتصادات القائمة على المعرفة حوافز أفضل بكثير لحملها على التحرك والعمل لصالحها. هذا هو السبب في استنزاف الموارد البشرية من البلدان التي تمر بمرحلة انتقالية إلى تلك البلدان التي تتميز بالميزة التنافسية للمرتبات.